# Шендрень (Ботошань)
Шендрень, Шендрені (рум. Șendreni) — село у повіті Ботошані в Румунії. Входить до складу комуни Фрумушика.
Село розташоване на відстані 349 км на північ від Бухареста, 27 км на південний схід від Ботошань, 68 км на північний захід від Ясс.

## Населення
За даними перепису населення 2002 року у селі проживали 763 особи. Усі жителі села рідною мовою назвали румунську.
Національний склад населення села:
| Національність | Кількість осіб | Відсоток |
| -------------- | -------------- | -------- |
| румуни         | 757            | 99,2%    |
| цигани         | 6              | 0,8%     |